# بنك الدولة الهندي
بنك الدولة الهندي أو ستيت بنك اوف انديا في الهند (SBI) هو بنك هندي متعدد الجنسيات، قطاع عام يقدم خدمات مصرفية والخدمات المالية. وهو هيئة حكومية مؤسسة قانونية مقرها في مومباي، ماهاراشترا. يحتل المرتبة 236 في قائمة فورتشن جلوبال 500 لأكبر الشركات في العالم لعام 2019. إنه أكبر بنك في الهند بحصة سوقية تبلغ 23 ٪ في الأصول، إلى جانب حصة من ربع إجمالي سوق القروض والودائع.
ينحدر البنك من بنك كالكوتا، الذي تم تأسيسه في عام 1806، عبر بنك إمبريال في الهند، مما يجعله أقدم بنك تجاري في شبه القارة الهندية. اندمج بنك مدراس في «البنوك الرئيسية» الأخرى في الهند البريطانية، وبنك كالكوتا وبنك بومباي، لتشكيل بنك إمبريال في الهند، والذي أصبح بدوره بنك الدولة للهند في عام 1955. سيطرت حكومة الهند على بنك إمبريال الهند في عام 1955، حيث استحوذ بنك الاحتياطي الهندي (بنك الدولة الهندي "ستيت بنك أوف انديا"  الآن) على نسبة 60٪، وأعاد تسميته إلى بنك الهند الحكومي.

## عمليات

### الشركات التابعة غير المصرفية
بصرف النظر عن البنوك الزميلة الخمس (اندمجت مع الهيئة الفرعية للتنفيذ منذ 1 أبريل 2017)، تشمل الشركات الفرعية غير المصرفية التابعة للهيئة الفرعية للتنفيذ ما يلي:
- بنك الدولة في الهند لأسواق رأس المال المحدودة
- الهيئة الفرعية للتنفيذ بطاقات المدفوعات والخدمات الجندي. المحدودة (SBICPSL)
- الهيئة الفرعية للتأمين على الحياة المحدودة

في مارس 2001، انضم بنك الهند الحكومي (مع 74 ٪ من إجمالي رأس المال)، إلى بي إن بي باريبا (مع 26 ٪ من رأس المال المتبقي)، لتشكيل شركة مشتركة للتأمين على الحياة اسمها بنك الهند الحكومي للتأمين على الحياة المحدودة.

### نقاط خدمة الهيئة الفرعية للتنفيذ الأخرى
في 31 مارس 2017 ، كان لدى مجموعة الـ بنك الدولة في الهند 59291 ماكينة صراف آلي. منذ نوفمبر 2017 ، تقدم أيضًا منصة مصرفية رقمية متكاملة باسم يونو .

## روابط خارجية
- الموقع الرسمي